# Dvaravati (reino)
Reino de Dvaravati (tailandês: ทวารวดี) foi um principado medieval mon que existiu entre século VI e o século XI, localizado na região agora conhecida como Tailândia central  e que sucedeu o Lang-chia ou Lang-ya-hsiu (หลังยะสิ่ว). Foi descrito por peregrinos chineses em meados do século VII como um reino budista chamado To-lo-po-ti situado a oeste de Isanapura (Camboja), a leste de Sri Ksetra (Myanmar), e adjacente a Pan Pan no sul. Segundo este relato sua fronteira norte encontrava-se com Chia-lo-she-fo, que se especulava ser Kalasapura, situada ao longo da costa da Baía de Bengala em algum lugar entre Dawei e Rangum, e Canasapura no nordeste da moderna Tailândia. Dvaravati enviou a primeira embaixada à corte chinesa por volta de 605-616. 
Em meados do Século XIV o Reino de Dvaravati foi sucedido pelo  Reino de Aiutaia. 

## História
A cultura de Dvaravati foi baseada em torno de cidades com fossos, a mais antiga das quais parece ser U Thong localizada na atual província de Suphan Buri. Outros locais importantes incluem Nakhon Pathom, Phong Tuk, Si Thep, Khu Bua e Si Mahosot, entre outros.   Uma inscrição Khmer datada de 937 documenta uma linhagem de príncipes de Canasapura iniciada por Bhagadatta e terminada por Sundaravarman e seus filhos Narapatisimhavarman e Mangalavarman.  Mas naquela época, durante o século XII, Dvaravati começou a sofrer constantes ataques e agressões do Império Khmer e o Sudeste Asiático foi finalmente invadido pelo rei Suriavarmã II na primeira metade do século XII.  Hariphunchai sobreviveu a seus progenitores do sul até o final do século XIII, quando foi incorporado ao reino de Lanna. 
O termo Dvaravati é derivado de moedas com a inscrição em sânscrito śrī dvāravatī, dvāravatī significa literalmente "aquilo que tem portões".  De acordo com a inscrição N.Th. 21 encontrada em 2019 em Wat Phra Ngam em Nakhon Pathom, datada do século VI, três cidades regionais foram mencionadas, Śrīyānaṁdimiriṅga (Śrīyānaṁdimiriṅgapratipura), Hastināpurī e Dvāravatī, que fizeram de Nakhon Pathom, onde as inscrições foram descobertas, provavelmente o centro do Reino de Dvāravatī. 
A cronologia tradicional de Dvaravati é baseada principalmente em relatos textuais chineses e na comparação estilística de historiadores da arte. No entanto, os resultados das escavações em Chan Sen e Tha Muang em U-Thong levantam questões sobre a datação tradicional. Itens culturais típicos Dvaravati recém datados em U-Thong indicam que o ponto de partida da cultura Dvaravati possivelmente remonta a 200 d.C. Evidências arqueológicas, históricas da arte e epigráficas (inscrições) indicam, no entanto, que o período principal da cultura Dvaravati abrangia os séculos VII a IX.  A cultura e a influência Dvaravati também se espalharam para Isan e partes das planícies do Laos a partir do século VI. Os principais locais incluem Mueang Fa Daet na província de Kalasin, Sema na província de Nakhon Ratchasima e muitos outros. 